# Armia (czasopismo)
Ilustrowany Magazyn Wojskowy ARMIA – magazyn adresowany do szerokiego kręgu osób związanych z wojskiem, od specjalistów, ekspertów i menedżerów, poprzez oficerów i żołnierzy, po historyków i hobbystów.
Radę Naukową periodyku tworzą: 
- Sławomir Augustyn
- ppłk dr hab. inż. Wiesław Barnat (przewodniczący)
- Krzysztof Kosiuszenko
- Przemysław Kupidura
- ks. kpt. dr hab. Mirosław Andrzej Michalski
- Przemysław Simiński
- dr Norbert Wójtowicz